# Mine de Sobieski
La mine de Sobieski est une mine souterraine de charbon située en Pologne. En 2013, la mine est encore en activité.